# Alexander Gottlieb Baumgarten

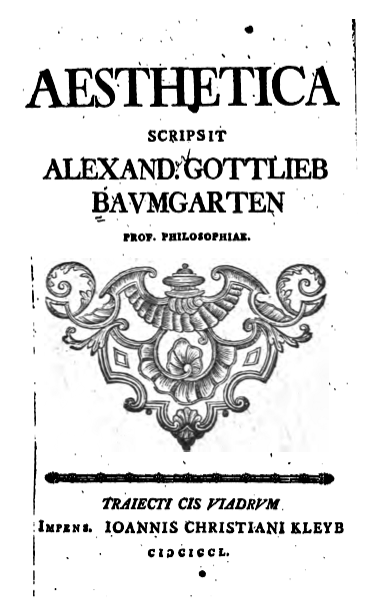
Az Aesthetica egyik első kiadása

Alexander Gottlieb Baumgarten (Berlin, 1714. július 17. – Frankfurt (Oder), 1762. május 26.) német filozófus, az esztétika tudományának úttörője.

## Életpályája
Alexander Gottlieb Baumgarten Berlinben született, apja tábori lelkész volt. A nagy hírű és több évszázados múltra visszatekintő berlini Schule zum Grauen Kloster-Gimnáziumba járt (ide járt Karl Friedrich Schinkel és Otto von Bismarck is). Szülei korai elhalálozása után az August Hermann Francke által vezetett pietista kollégiumban kapott helyet Halléban, ahol jiddisül is megtanult és később teológiát, filozófiát, szónoklattant és irodalmat tanult a hallei egyetemen. Ezen kívül a racionalista filozófus Christian Wolff előadásait is látogatta Jénában. A magiszteri vizsgája után irodalmat és logikát tanított abban az árva otthonban, ahol ő is több évig tanult. Disszertációjának címe Meditationes philosophicae de nonnullis ad poema pertinentibus (1735); ezzel alapozta meg az esztétikát mint a filozófia segédtudományát illetve a logika társtudományát Németországban.

## Munkássága
1737-ben filozófia-privátdocens lett (annak idején még mint „Weltweisheit“, azaz világbölcsesség) a hallei egyetemen. Valószínűleg még ebben az évben betegedett meg (gümőkór), amely korai halálát okozta. 1740-től ugyancsak filozófia professzor a frankfurti egyetemen, a Viadrina Európai Egyetem elődjén. Metafizika (Metaphysica) című könyve 1739-ben jelent meg.
1740-ben jelent meg Ethica philosophica című műve. Nagy Aesthetica című művének első kötete 1750-ben jelent meg, amelyből azonban csak az első két kötet készült el. A második kötet 1758-ban jelent meg, majd egy évvel halála előtt az Acroasis logica. Immanuel Kant, aki igen tisztelte Baumgartent, metafizika és praktikus filozófia előadásaihoz használta az 1757-es kiadású Metaphysica illetve az 1760-as kiadású Initia philosophiae practicae primae című művét. 
Posztumusz jelent meg 1770-ben a Philosophia generalis című műve.

## Hatása
Baumgarten esztétikai koncepciója nagy hatással volt Johann Gottfried Herderre. Ideálja, a „felix aestheticus“, olyan ember, aki az érzékelés területén rendkívüli tehetséggel van megáldva. Ezzel nem csak a 18. század zsenikultuszára volt befolyással, hanem Friedrich Schiller nagy hatású írása, Über die ästhetische Erziehung des Menschen in einer Reihe von Briefen is Baumgarten koncepcióját követi. Immanuel Kant is foglalkozott a Kritik der Urteilskraft (1790) című 
munkájában Baumgarten "Aesthetica"-ban megfogalmazott elképzeléséről az érzéki felismerés tökéletességéről.

## Magyarul megjelent művei
- Alexander Gottlieb Baumgarten. Esztétika, ford. Bolonyai Gábor, utószó V. Horváth Károly, bev. Bacsó Béla, Mesteriskola, Atlantisz Könyvkiadó (2014). ISBN 963-9165-29-8. Hozzáférés ideje: 2021. február 6.[halott link]